# Czerwone Sokoły
Czerwone Sokoły – ruch młodzieżowy powstały w latach 20. i 30. XX wieku. Tradycja polska wywodzi się z organizacji takich jak Pionier czy Czerwone Harcerstwo TUR, związanych z przedwojennym PPS.
Polski ruch sokoli (ang. falcon movement, stąd inna używana nazwa, tj. „ruch falkenowski”) jest częścią Światowego Ruchu Sokolego.

## Polska przedwojenna
Przy grupach Czerwonego Harcerstwa TUR utworzono grupy dla dzieci młodszych: od 8 do 12 lat. Utworzono dla nich specjalne grupy przy męskich i żeńskich gromadach. Członkowie grup dzieciecych byli traktowani jak kandydaci do Czerwonego Harcerstwa. Obowiązywały ich specjalne reguły, prawa Czerwonych Sokołów brzmiały następująco:
1. Jesteśmy dziećmi robotniczymi.
2. Zgadzamy się z towarzyszami i pomagamy słabszym.
3. Jesteśmy odważni, mówimy prawdę.
4. Lubimy zwierzęta, nie niszczymy roślin.
5. Dochowujemy tajemnic.
6. Chcemy zostać czerwonymi harcerzami[2].

## Międzynarodowy Ruch Sokoli
Idea powołania Międzynarodowego Ruchu Sokolego (ang. International Falcon Movement; IFM) jako międzynarodowej organizacji powstała podczas konferencji w 1922 roku w Salzburgu, w Austrii. Głównymi inicjatorami stworzenia ruchu międzynarodowego byli Otto Kanitz oraz Kurt Löwenstein.
Wcześniej istniały już grupy w Danii: Unges Indraet (założona w 1905 roku, do IFM przystąpiła oficjalnie w 1927 roku), w Austrii: Sozialdemokratischer Erziehungs- und Schulverein Freie Schule-Kinderfreunde (rok założenia 1908, organizacja założycielska IFM), Belgii: Secteur Faucon Rouges de la Fédération des Jeunes Gardes Socialistes (założona w 1920 roku, do ruchu międzynarodowego dołączyła w 1936 roku), Niemczech: Reichsarbeitsgemeinschaft der Kinderfreunde (rok powstania: 1919, od 1924 oficjalnie zarejestrowana, organizacja założycielska IFM).
W 1924 dołączyły niemiecka grupa SJD-Die Falken oraz austriacka österreichische Kinderfreunde. W 1929 odbył się pierwszy międzynarodowy ruch, który zgromadził 2300 czerwonych sokołów pod hasłem „Czerwona Republika Dziecięca” (niem. Die Rote Kinder Republik).
W 1931 roku założono pierwsze biuro IFM w Wiedniu. Pierwszym prezydentem został Kurt Löwenstein (1922–1934), natomiast Sekretarzem Generalnym Kurt Biak z Austrii.
Nazwa została zmieniona na Socjalistyczną Międzynarodówkę Edukacyjną (ang. Socialist Educational International; SEI), co podkreśliło edukacyjne cele ruchu. Socjalistyczna edukacja miała „odgrywać kluczową rolę w umożliwieniu dzieciom krytycznego spojrzenia i przezwyciężenia ram narzucanych przez społeczeństwo. W wolnym czasie dzieci powinny być separowane od wpływów burżuazyjnego szkolnictwa i mieć szansę przebywać w świecie alternatywnym względem społeczeństwa kapitalistycznego".
W okresie powojennym wzmocniono współpracę międzynarodową, wprowadzono nowe tematy działań: edukację na rzecz tolerancji, współpracę, solidarność i prawa człowieka. W latach 70. nowa formuła znalazła odzwierciedlenie w nowym statucie oraz zmianie nazwy na IFM-SEI.